# Azerbaijan Museum

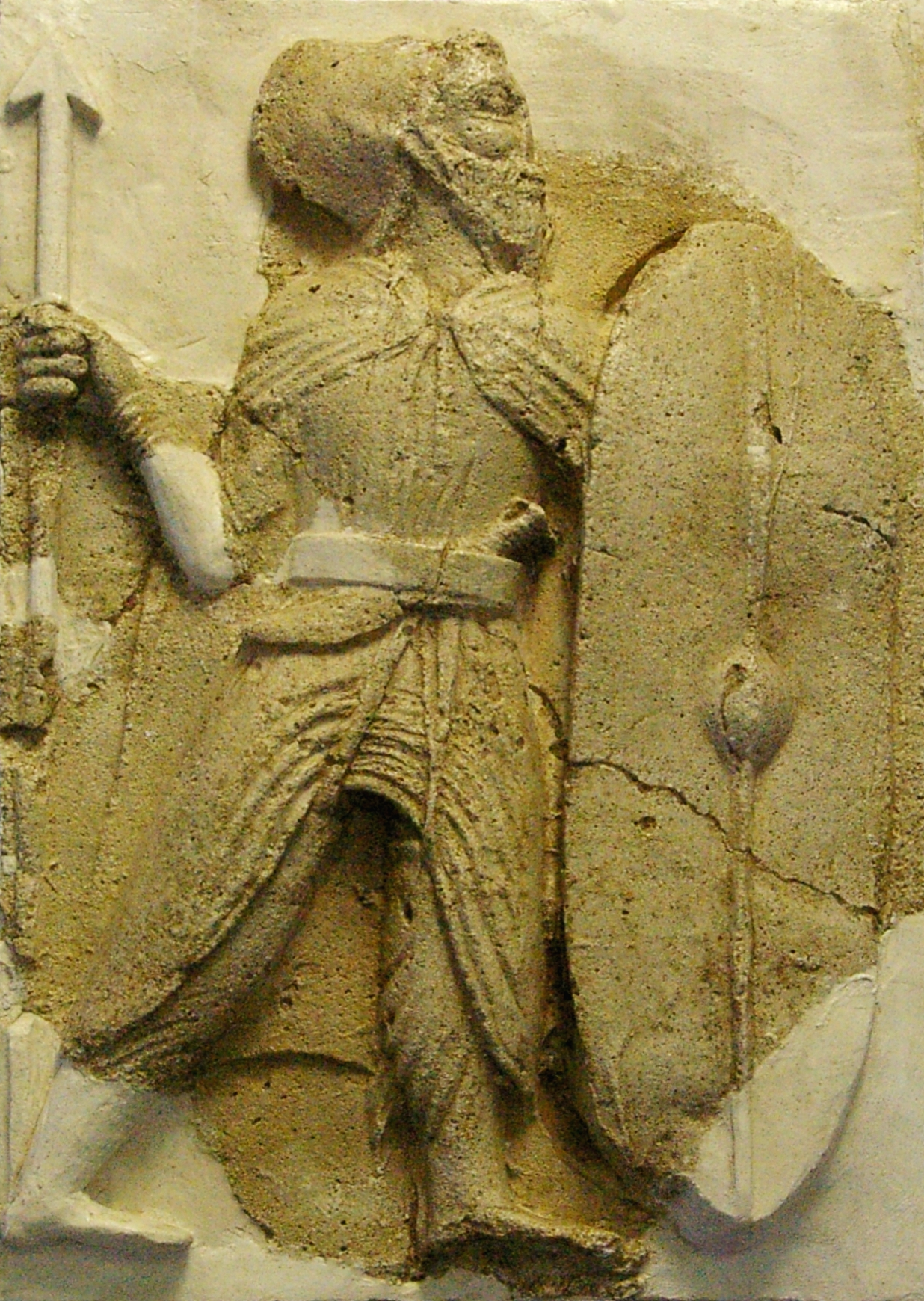
Frescă dinastia Parthia, Palatul-Zahhak, Haschtrud

Aserbaidschan Museum (sau Tabriz Museum) este cel mai important muzeu de arheologie din nord-vestul Iranului.
Este situat în apropiere de Khaqani Parks și de Moscheea Albastră din Tabriz.
În cadrul muzeului se poate vizita și sculptura contemporană.